# European Museum Forum
El Fòrum dels Museus Europeus, més conegut pel seu nom oficial European Museum Forum, és una organització museística dependent del Consell d'Europa. És una organització benèfica independent, sense ànim de lucre, registrada al Regne Unit i fundada el 1977.
El Fòrum dels Museus Europeus organitza anualment el Premi Museu Europeu de l'Any (EMYA), també establert el 1977. L'EMYA s'atorga als museus existents que han estat modernitzats o ampliats i als museus de nova obertura durant els tres anys anteriors.